# Ride the Lightning
A Ride The Lightning a Metallica nevű együttes második albuma, mely 1984. július 27-én jelent meg a Megaforce Records független lemezkiadó gondozásában. Az albumot három hét alatt vették fel a koppenhágai Sweet Silence Studiosban, a producer Flemming Rasmussen volt.
A zenekarnak itt már a Kill ’Em All-hoz képest egy jóval érettebb produkcióját hallhatjuk, hosszabb, komplexebb számokkal. Ennek egyik fő oka Cliff Burton basszusgitáros volt, aki zeneileg jóval érettebb volt társainál, és sokkal nagyobb mértékben járult hozzá a dalszerzéshez. A gyors-középtempós számok mellett felkerült az albumra egy lassú, bensőséges dal is Fade to Black címmel, valamint egy instrumentális alkotás is (Call of Ktulu).
Az album címe Stephen King Végítélet című regényéből származik. Maga a riding the lightning ("A villám meglovaglása") kifejezés a villamosszékes kivégzésre utal. A szövegek laza koncepciót alkotnak, a dalok a halálról szólnak különböző megközelítésben. Ez a fajta konceptuális egység megjelenik az ezt követő Master of Puppets-en, illetve az …And Justice for All-on is, persze más témákban. Ez az első Metallica album, amelyen Kirk Hammett, és az utolsó, amelyen Dave Mustaine is szerepel dalszerzőként.
A lemezt mind a rajongók, mind a kritikusok pozitív fogadtatásban részesítették, precízebb, kidolgozottabb és ambíciózusabb alkotásnak ítélték, mint elődjét. A zenekar az albumot a Bang That Head That Doesn't Bang turné keretében népszerűsítette, 1984 őszén Európában, 1985 tavaszán pedig Észak-Amerikában. Az év további részében olyan nagyszabású fesztiválokon is részt vehettek, mint a Monsters of Rock és a Day on the Green. Az album a Billboard 200-as listán a 100. helyen végzett (dacára annak, hogy számait egyáltalán nem játszották a rádiók), míg az UK Albums Charton a 87. lett. Az album főleg Európában fogyott, aminek révén az Elektra lemezkiadó felfigyelt rájuk és szerződést ajánlott. A zenekar elfogadta a nyolc albumra szóló, komoly anyagiakat ígérő szerződést, így 1985 novemberétől már az Elektra terjesztette az albumot.
Eredetileg csak a Creeping Death jelent meg kislemezként, majd az Elektrával való szerződést követően még két szám: a Fade to Black, és a For Whom the Bell Tolls.
Bár kezdetben csak 75 000 példányt készítettek belőle, a Ride the Lightning 1987-ben aranylemez lett (500 000 eladott példány), 2012-re pedig 6 millió példányban kelt el az Amerikai Egyesült Államokban.
A lemezt 2017-ben a Rolling Stone magazin Minden idők 100 legjobb metalalbuma listáján a 11. helyre rangsorolta.

## Története
A Metallica a Kill 'Em All promóciós turnéja után hozzálátott új albumának megírásához. 1983 szeptemberében már koncerteken is játszották az addigra elkészült dalokat. Mivel a zenekarnak kevés pénze volt, tagjai gyakran rajongóknál szálltak meg élelem és fekhely gyanánt, közben pedig az Egyesült Államok különböző klubjaiban játszottak. Helyzetüket tovább rontotta, hogy Bostonban ellopták a felszereléseik nagy részét, és végül az Anthrax zenekarnak kellett kisegíteni őket. A koncertekből végül elegendő pénzt gyűjtöttek össze, és béreltek egy házat El Cerrito-ban, Kaliforniában.
Bár a Kill 'Em All remek fogadtatásra talált az underground színtéren, egyik leggyakrabban megfogalmazott kritika vele kapcsolatban James Hetfield nem túl képzett hangja. Mivel Hetfield figyelmét egyébként is megosztotta a ritmusgitár használata, valamint az éneklés, a zenekar felkérte John Bush-t, az Armored Saint énekesét, hogy csatlakozzon hozzájuk. Bush a felkérést visszautasította, később pedig az Anthrax énekese lett. Hetfield végül egyre magabiztosabb lett, az évek során pedig az egyik legelismertebb metal-énekessé vált.
A felvételek 1984. február 20-án kezdődtek meg a koppenhágai Sweet Silence stúdióban. Lars Ulrich dobos Flemming Rasmussent kérte fel producernek, mivel tetszett neki honfitársa munkája a Rainbow Difficult to Cure lemezén. Rasmussen, bár még korábban nem hallott a Metallicáról, beleegyezett abba, hogy producelje az albumot, annak ellenére, hogy stúdiójának alkalmazottai megkérdőjelezték a zenekar tehetségét. Rasmussen azonban, miután meghallgatta a zenekar korábbi felvételeit, úgy érezte, hogy az együttes komoly potenciállal rendelkezik. A Metallica még egyik nagy példaképük, a Mercyful Fate próbatermét is használhatta.
Mielőtt stúdióba vonultak volna, a zenekar tagjai (még az Egyesült Államokban) különféle dzsemmelések során gyűjtöttek ötleteket az új lemezhez. Végül Hetfield és Ulrich gyűjtötték egy csokorba a legerősebb riffeket, amelyekből aztán kialakultak a dalok is. A stúdiózást megelőzően négy dal készült el, míg a másik négy dalt a stúdióban írták meg. Ez egy új helyzet volt a csapat számára, ugyanis a Kill 'Em All felvételei idején már minden dalt előre megírtak. Pénzügyi okok miatt csak a stúdióban tudtak szállást biztosítani önmaguknak. Azonban ott nappal más előadók dolgoztak, ezért a Metallica felvételei az éjjeli órákban készültek, nappal pedig a gyakorlószobában aludtak.

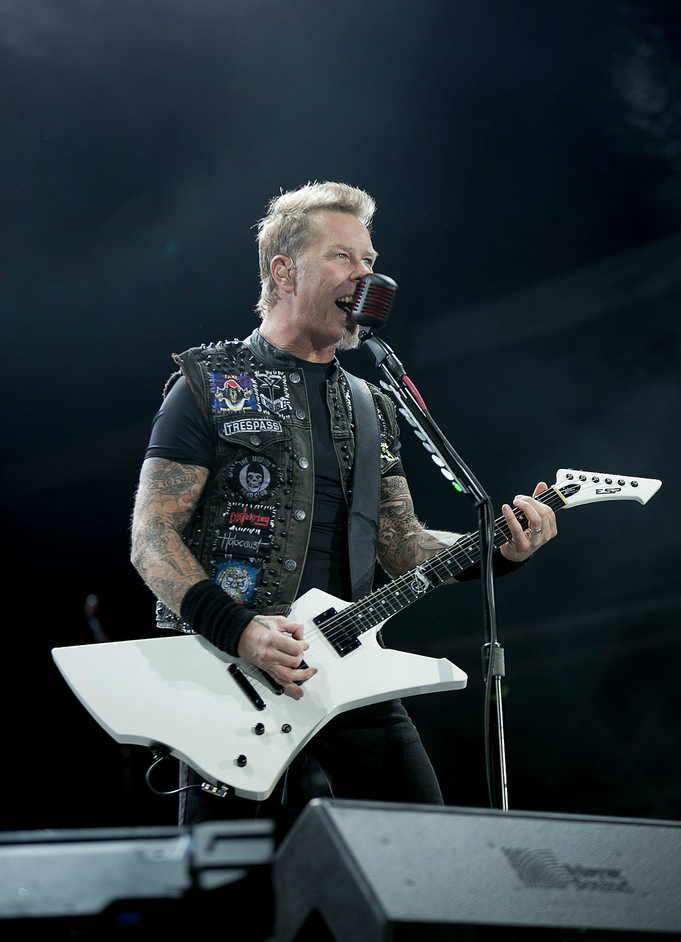
James Hetfield 2012-ben.

Mind zeneileg, mind a dalszövegek terén változások mutatkoztak az első albumukhoz képest. A Kill 'Em All-t leginkább a rendkívül gyors tempó, illetve a heavy metalt dicsőítő sorok jellemezték. Ennek hatására sorra alakultak olyan zenekarok, amelyek minél gyorsabb és erőteljesebb zenét kívántak előadni. Ezzel szemben a Metallica az új dalainak egy része lassabb, illetve komplexebb lett. Főként középtempós szerzemények hallhatóak az albumon, 5-6 perc hosszúságban, ez később a Metallica egyik ismertetőjelévé vált. A dalszövegek pedig ezúttal társadalmi kérdésekkel is foglalkoztak, valamint megjelentek a történelmi és irodalmi témák is. Valamennyi dal a halálról szól különböző megközelítésben, a metal műfajt éltető, valamint az ahhoz köthető életérzéssel kapcsolatos szövegek teljes mértékben eltűntek. Mindezen dolgok ellenére megmaradtak az első albumukra jellemző kemény hangzásnál.
A változásoknak több oka is volt: egyrészt a zenekar nem kívánt beszállni a thrash zenekarok gyorsasági versenyébe, hanem úgy döntöttek, hogy más zenei megközelítéssel készítik el új albumukat. Másrészt mivel a dalok fele a Kill 'Em All-al ellentétben a stúdiófelvételek során született meg, a zenekar minden tagja részt vett a dalszerzésben. Kirk Hammett például korábbi zenekarából, az Exodusból is hozott ötleteket, Cliff Burton pedig szintén korábbi együttesében, a Trauma-ban saját maga által kreált megoldásokkal bővítette a Metallica zenei repertoárját. Különösen Burton felelős az említett változásokért, ő ugyanis zeneileg jóval képzettebb volt társainál, és tekintélyes mennyiségű zeneelméleti ismeretekkel rendelkezett. Megmutatta James Hetfield-nek, hogyan lehet a zenei alapot és feszes tempót ellenszólamokkal kiegészíteni, valamint hogy milyen akkordokra milyen skálákat lehet használni, ezáltal improvizatívabbá válni. Továbbá Lars Ulrich is dobleckéket vett Flemming Rasmussen producer közreműködésével.
Az albumnyitó Fight Fire with Fire egy akusztikus bevezetővel indul, melyet még a Kill 'Em All lemezbemutató turnéja során vették szalagra, amikor Cliff Burton épp egy akusztikus gitáron gyakorolt. Maga a dal egyébként a lemez leggyorsabb száma, a gyors tremolo-pengetés az egész szerzeményt végigkíséri. Szövege az Armageddonról és egy esetleges nukleáris háborúról szól. Az album címadója, a Ride the Lightning volt az olyan első Metallica dal, mely a büntető igazságszolgáltatásról szól. Maga a „riding the lightning” amerikai kifejezés a villamosszékes kivégzésre utal („a villám meglovaglása”), és a dal is egy olyan személy perspektívájából íródott, akit ártatlanul ítéltek villamosszékes kivégzésre. A dal fő riffjét eredetileg Dave Mustaine alkotta meg, amiből később probléma is adódott, ugyanis Mustaine azzal vádolta meg a zenekart (nem először, és nem is utoljára), hogy azt az engedélye nélkül használták fel. Mustaine-t egyébként feltüntették a dalszerzők között, a riff-et viszont kicsit átalakították, a dal így középtempóban indul, majd fokozatosan gyorsul fel a végére. A For Whom the Bell Tolls Ernest Hemingway Akiért a harang szól című regénye alapján íródott, és a modern hadviselés borzalmait  mutatja be. A szám elején harangszó hallható, majd ezt követi Burton basszusszólama. A bevezetőrészt Burton még korábbi zenekarában, a Trauma-ban írta meg. Gyakori tévhit, hogy ezt a részt elektromos gitáron játszották fel a lemezre, azonban Burton ezt a basszusgitárján tette meg wah-wah pedál használatával. A Fade to Black című dal egy ballada, mely egy öngyilkosságát fontolgató személy szemszögéből íródott. Akkoriban egy thrash metal zenekartól egy balladisztikus dal megírása teljesen elképzelhetetlennek tűnt, a Metallica viszont ezen a téren is úttörőnek bizonyult. Ezzel azonban számos tősgyökeres rajongót magukra haragítottak, ám a tágabb látókörű fanatikusok szemében a dal egy mesterműnek számított, végül pedig a zenekar egyik legismertebb alkotásává vált, és előrevetítette a következő Metallica albumokon szereplő balladákat, mint a Welcome Home (Sanitarium) (Master of Puppets), a One (…And Justice for All) és a The Day That Never Comes (Death Magnetic). A dal szövegét tulajdonképpen Hetfield saját érzései ihlették, ugyanis korábban ellopták az együttes teljes felszerelését, pénz hiányában pedig a tagok további jövője teljesen reménytelennek tűnt.
A Trapped Under Ice egy kómából felébredt személyről szól, aki nem tud hová menekülni, és mivel senki nem siet a segítségére, tehetetlenül várja a halált. A dalt zeneileg az Exodus Impaler című demószáma inspirálta, melyet még Hammett-tel írtak meg, ám az Exodus csak a 2004-es Tempo of the Damned albumán jelentette meg. Az Escape dalt James Hetfield saját elmondása szerint gyűlöli, mivel a kiadó szeretett volna egy rádióbarátabb dalt, ez pedig ellentétben állt a zenekar akkori nézeteivel. A dalt végül az utolsó pillanatban írták meg a kiadó erőteljes nyomására. A Creeping Death című dal pedig a zsidók kivonulását dolgozza fel az egyiptomi rabszolgaságból, valamint az Egyiptomot ért tíz bibliai csapást. A dal közepén az ikonikus 'Die by my hand!' sort szintén egy korai Exodus-demó ihlette, melynek címe Die by his Hand volt. Az albumot záró instrumentális The Call of Ktulu címe H. P. Lovecraft Cthulhu hívása című novellájával megegyezik, bár az album demó-változatában még When Hell Freezes Over-ként tüntették fel.
Bár a kiadvány nem egy konceptalbum, a szövegek laza összefüggésben állnak egymással, ugyanis mindegyik dal fő témaköre a halál. Ez a fajta konceptuális egység a Metallica következő két albumán, a Master of Puppets-en (emberi függetlenség elvesztése), és az …And Justice for All-on (társadalmi problémák) is megjelenik.
Az album felvételei során a stúdiót több neves lemezkiadó cég képviselői is meglátogatták, ahol a Metallicára is felfigyeltek. A felvételek elkészülte után a csapat kis híján aláírta a szerződést a Bronze Records-szal, ám az ő képviselőjük, Gerry Bron nem volt elégedett a lemez hangzását illetően. Azt szerette volna, ha az Egyesült Államokban Eddie Kramer hangmérnök újrakeverné azt, és kilátásba helyezte a teljes lemez újbóli felvételét is. Ebbe a zenekar nem ment bele, pedig a Bronze már hirdetni kezdte Amerikában a Metallicát, mint új ügyfelüket.
Az album költségvetése eredetileg 20 000 dollár volt, a végső összeg azonban 30 000 dollárra rúgott. Ezt a Megaforce Records nem tudta kifizetni, így az európai kiadójuk, a Music for Nations fedezte a költségeket. A Metallica elégedetlen volt a Megaforce-szal emiatt, valamint az albummal kapcsolatos promóció elmaradása miatt, ezért aztán elváltak útjaik a Jon Zazula vezette kiadóval. Az új kiadójuk végül az Elektra Records lett, akik az egyik San Francisco-i koncerten figyeltek fel rájuk, a kiadó egyik munkatársa, Michael Alago pedig a koncertet követően meghívta az Elektra elnökét a Metallica augusztusi, New York-i koncertjére, ahol rajtuk kívül még az Anthrax is fellépett, valamint a Raven volt a főzenekar. A komoly anyagiakat ígérő, nyolc albumra szóló szerződést a felek végül 1984. szeptember 12-én ütötték nyélbe, az Elektra pedig november 19-én újból kiadta az albumot. Ezzel egyidejűleg a csapat új menedzserei Peter Mensch és Cliff Burnstein lettek.
A zenekar a Bang That Head That Doesn't Bang turné keretében népszerűsítette az albumot. A turné 1984. november 16-án kezdődött meg a franciaországi Rouen-ban, a brit Tank zenekar közreműködésével. Az európai koncertek után Észak-Amerikában folytatódott a turné, ahol az Armored Saint volt az előzenekar, és egészen 1985 májusáig tartott a körút. Ezután a zenekar hozzálátott a következő albumához, ám a nyári fesztiválok miatt a munkálatok csak szeptemberben kezdődtek meg. Augusztus 17-én például felléptek a Monsters of Rockon is, ahol olyan neves zenekarok is jelen voltak Bon Jovi és a Ratt. A Metallica viszonya nem volt felhőtlen a glam rock/metal zenekarokkal, mivel a thrash zenekarok ellene voltak mindannak, amit a glam együttesek képviseltek. James Hetfield a színpadra lépésükkor egyenesen ezt mondta a 70 ezres nézőközönségnek: "Ha spandex-nadrágos, kisminkelt zenészek és minden egyes kibaszott dal 'oh baby'-jei miatt jöttetek ide, csak szólok, hogy ez kurvára nem az a zenekar!".

## Borító
A lemezborítót az AD Artist csoport készítette el, és egy villámcsapást ért üres elektromos szék látható rajta. A villámok a zenekarnak megfelelően M betűt formáznak, bár kétséges, hogy ez szándékos volt az alkotók részéről. Egy nyomdai hiba miatt az albumot Franciaországban smaragdzöld borítóval kezdték el árusítani az eredeti kék helyett.

## Fogadtatás
A lemez a Billboard 200-as listán a 100. helyen végzett, míg Angliában a 87. lett, annak ellenére, hogy dalait egyáltalán nem játszották a rádiók. Az albumot mind a rajongók, mind a kritikusok pozitív fogadtatásban részesítették. A Q magazin a korszak vezető metal-együttesének titulálta a Metallicát, valamint dicsérte a Fade to Black számot, amellyel szerintük a zenekar újradefiniálta a thrash metal műfajt. A Chicago Tribune magazin szerkesztője, Greg Kot dicsérte az album kidolgozottságát, Channing Freeman a Sputnikmusictól pedig James Hetfield énekét emelte ki, mely szerinte sokat fejlődött az előző album óta. Az AllMusicos Steve Huey az albumot jóval kidolgozottabb és ambíciózusabb alkotásnak tekintette elődjénél, valamint kijelentette, hogy egy igazi klasszikus született. Martin Popoff az album lendületét emberfelettinek tituálta.
A Ride the Lightning 1987-ben aranylemez lett, 2003-ra pedig már 5 millió példányban kelt el az Amerikai Egyesült Államokban. Az album magas európai eladásszámának köszönhetően az Elektra Records egy nyolc albumra szóló szerződést ajánlottak fel nekik. A Metallica végül hamarosan szerződést is kötött a kiadóval.
A metal-rules.com Minden idők 100 legjobb metal albumainak listáján a 3., az IGN Music Top 25 metal albumának listáján pedig az 5. helyet szerezte meg. 2017-ben a Rolling Stone magazin pedig Minden idők 100 legjobb metalalbuma listáján a 11. helyre rangsorolta.

## Utóélete
A For Whom the Bell Tolls, a Fade to Black és a Creeping Death dalok mai napig a Metallica koncertprogramjának szerves részét képezik. Ezek a számok a zenekar későbbi koncertlemezein is szerepeltek, például a Live Shit: Binge & Purge-n. A 2009-es Orgullo, Pasión, y Gloria: Tres Noches en la Ciudad de México című koncertalbumukon viszont már a Fight Fire with Fire és Ride the Lightning dalok is szerepeltek. A Cunning Stunts koncertfilmen pedig az együttes egy egyveleget adott elő a Kill 'Em All és a Ride the Lightning dalaiból. A San Franciscó-i Szimfonikus Zenekarral készített S&M közös albumra felkerült a The Call of Ktulu is. 2012-ben a zenekar a saját szervezésű Orion Music fesztiválon a teljes albumot eljátszotta, köztük az Escape számot is, karrierjük során első ízben.
Az album dalait néhány ismert előadó is feldolgozta. Például a Vader a Fight Fire with Fire számot értelmezte újra, míg a Halestorm a címadó dalt dolgozta fel. Ezen kívül a Sabaton a For Whom the Bell Tolls-t, a Disturbed és a Sonata Arctica a Fade to Black-et, a Death Angel a Trapped Under Ice-ot, a Gojira és a Hatebreed a Escape-t, míg a Dark Angel és a Stone Sour a Creeping Death-et értelmezte újra.

## Dalok
1. Fight Fire with Fire (Burton, Hetfield, Ulrich) – 4:45
2. Ride the Lightning (Burton, Hetfield, Mustaine, Ulrich) – 6:41
3. For Whom The Bell Tolls (Burton, Hetfield, Ulrich) – 5:09
4. Fade to Black (Burton, Hammett, Hetfield, Ulrich) – 6:59
5. Trapped Under Ice (Hammett, Hetfield, Ulrich) – 4:08
6. Escape (Hammett, Hetfield, Ulrich) – 4:24
7. Creeping Death (Burton, Hammett, Hetfield, Ulrich) – 6:35
8. The Call of Ktulu (Burton, Hetfield, Mustaine, Ulrich) – 8:55

## Közreműködők
- James Hetfield – Gitár, Ének
- Lars Ulrich – Dob
- Cliff Burton – Basszusgitár
- Kirk Hammett – Gitár (szólók)
- Flemming Rasmussen – Producer